# مونگو ملوین
مونگو ملوین (انگلیسی: Mungo Melvin؛ زادهٔ ۱۹۵۵) فرد نظامی اهل بریتانیا است. وی همچنین برندهٔ جوایزی همچون نشان حمام و نشان امپراتوری بریتانیا شده‌است.